# Жир
Жир је појам који се најчешће односи на плод различитих врста храстова (Quercus), али се понекад мисли и на плод различитих врста букве (Fagus), односно буквицу.

## Плод храста
Облик и величина жира различита је од врсте до врсте. У роду храстова описано је око 300 врста. Жир може бити дужине од 1,5 до 5 cm и ширине од 0,7 до 2,7  са површинским уздужним пругама, светлосмеђ или жућкаст, јајастог или цилиндричног облика, често варијабилног облика и код јединки исте врсте. Храстов жир се развија у овоју - купули. Купула је обрасла мање или више очврслим љуспама које могу бити срасле, прилегле или отклоњене, веома различите, од врсте до врсте, по облику и величини. Зрео жир вири из купуле („капице“) 1/2 до 2/3 дужине жира. Може бити седећи или на 2-3  дугој петељци. Сазрева септембра - октобра, у првој или другој години.
Плод многих врста храстова (жир) богат је скробом, шећером, беланчевинама, мастима, смолом и танином. Јестивост жирова управо зависи од садржаја танина у њима. Велики садржај танина резултира горким укусом плодова и ограничава њихову употребу у људској исхрани. Жирове са мало танина, а доста скроба имају цер, китњак, сладун, медунац и друге врсте. Горак укус може се ублажити печењем или кувањем у кључалој води.
- Жирови различитих врста храстова
- Жир храста китњака (Quercus petrea)
- Жир храста лужњака (Quercus robur)
- Жир храста плутњака (Quercus suber)
- Жир чесмине (Quercus ilex)
- Жир црвеног храста (Quercus rubra)
- Жир америчког мочварног храста (Quercus palustris)

### Жир у исхрани стоке
Храстов жир се одувек употребљавао за исхрану стоке, посебно свиња. Познато је да је у доба владавине Кнеза Милоша Обреновића тзв. "жирење свиња" био један од најчешћих начина екстензивног това свиња у Србији, у храстовим и буковим шумама. Данас је оваква врста исхране нарочито популарна у органској пољопривреди. Жир је у погледу калоријске вредности приближно дупло слабији него зрневље житарица. Свиње се могу хранити жиром било да се у јесен и почетку зиме изводе у шуму где сакупљају жир, или да се овај сакупља и онда даје у обору. Жир се може сушити и на тај начин чувати за зиму или пролеће, при чему је љуске добро одстранити.
Стручњаци Европске уније (ЕУ), на Факултету наука о производњи животиња у Удинама, Италија, 1999. године су поставили питање употребе жира у исхрани животиња са данашњег аспекта. Због свог садржаја и сварљивости, закључак је да се жир може користити у исхрани свих врста и старијих категорија животиња и то у количинама не већим од 10% од оброка. Жир треба користити у исхрани домаћих и дивљих животиња уколико се веће количине лако налазе близу фарме, јер се тиме појефтињује производња. Сварљивост жира је добра код преживара, а лошија код непреживара. Поред свега, жир представља веома укусно храниво за свиње које га радо једу у свежем стању.

### Жир у људској исхрани
Храстов жир употребљавао се и у људској исхрани од најдавнијих времена. Утврђено је да су се жирови лужњака и китњака користили у исхрани још у неолиту. У делима Плинија може се прочитати да "је жир и сада богатство многих племена која живе у миру. И кад није оскудица жита, суше жир, праве од њега брашно и месе тесто, које употребљавају као хлеб. И сада се још у Италији жир ставља међу посластице. Жир је слађи када се пече у пепелу. Осим тога, законом XII таблица било је одређено да се може скупљати жир који падне на туђе имање.". Жир се често користио у људској исхрани готово до половине 20. века, посебно у сиромашним срединама. Велики значај имао је и у исхрани балканских народа. Поред плода букве био је најзначајнија храна која се могла наћи међу самониклим јестивим биљем. Употреба жира у различном облику у исхрани била је уобичајена, посебно справљање хлеба од жира. Жир и данас користе у исхрани поборници природне исхране, а може се користити печен попут питомог кестена, као пире, самлевен у брашно као додатак хлебу или пржен и млевен као замена за кафу. У Немачкој је и данас познат израз "жирова кафа" (Eichelkaffe).

### Жир у традицији и митологији
Како је жир плод светог дрвета, храста, и за њега су везана различита празноверја из којих су се изродила веровања. Тако, на пример, жир треба носити увек са собом као заштиту од болести или амајлију за добру срећу. Постоји и веровање да чување неколико жирева у кући штити од муње, а у Британији једна стара традиција каже да жена која увек носи жир на себи може заувек остати млада.

## Плод букве - буков жир или буквица
Купула (овој, чаура) буквице настаје разрастањем дршке цвасти. За време цветања купула је мека, после отврдне и постане дрвенаста, а стипуле се претворе у дуге бодљике или љуске. У купули су два плода, који се зову буквице, троугласти су и смеђи, јестиви у нужди. Дозревају у септембру или почетком октобра, а опадају после првих мразева у октобру или почетком новембра. У једном килограму има 3.600 до 6.800 буквица. Зрела купула пуца на 4 дела. Пуним уродом буква рађа сваке 7. до 12. године. Почиње да плодоноси у старости од 40 до 50 година.
Буквица је квалитетнија храна за узгој свиња од храстовог жира, јер садржи више масти а мање горких састојака. Као и жиром и буквицама се стока може хранити у шуми, или се оне могу сушити и на тај начин чувати за зиму или пролеће.
Семе букве такође користило се у људској исхрани од праисторије. Сакупља се са земље, када буквице отпадну, јер га је са високих грана немогуће убрати. По укусу је најсличније семену лешника, а ботанички најближа питомом кестену. Буквице се могу користити у исхрани сирове, или се могу пећи попут питомог кестена. Претерана конзумација сировог семена може довести до сметњи при варењу. Печене нису шкодљиве.
- Плод букве - буквица
- Зелена купула
- Зрела, распукла купула
- Буквице

## Плод храста - ЖИР
Облик и величина жира различита је од врсте до врсте. У роду храстова описано је око 300 врста. Жир може бити дужине од 1,5 до 5 cm и ширине од 0,7 до 2,7  са површинским уздужним пругама, светлосмеђ или жућкаст, јајастог или цилиндричног облика, често варијабилног облика и код јединки исте врсте. Храстов жир се развија у овоју - купули. Купула је обрасла мање или више очврслим љуспама које могу бити срасле, прилегле или отклоњене, веома различите, од врсте до врсте, по облику и величини. Зрео жир вири из купуле („капице“) 1/2 до 2/3 дужине жира. Може бити седећи или на 2-3  дугој петељци. Сазрева септембра - октобра, у првој или другој години.
Плод многих врста храстова (жир) богат је скробом, шећером, беланчевинама, мастима, смолом и танином. Јестивост жирова управо зависи од садржаја танина у њима. Велики садржај танина резултира горким укусом плодова и ограничава њихову употребу у људској исхрани. Жирове са мало танина, а доста скроба имају цер, китњак, сладун, медунац и друге врсте. Горак укус може се ублажити печењем или кувањем у кључалој води.<ref name="grlic">Grlić, Ljubiša (1986). Enciklopedija samoniklog jestivog bilja. Zagreb: August Cesarec. стр. 83—85.
- Мала енциклопедија Просвета : општа енциклопедија. 1, А-Љ. Београд: Просвета. 1972.
- Вукићевић, Емилија (2005). Декоративна дендрологија. 781 (2 изд.). Београд: Привредно финансијски водич. стр. 272—304.
- Grlić, Ljubiša (1986). Enciklopedija samoniklog jestivog bilja. Zagreb: August Cesarec. стр. 83—85.
- Vebster, Ričard (2009). Enciklopedija praznoverja. Beograd: Leo commerce. стр. 99,100,295,296. ISBN 978-86-7950-046-5.